# سوخور شهبازشيري (مقاطعة غيلانغرب)
سوخور شهبازشيري (بالفارسية: سوخور شهبازشیری) هي قرية تقع في قسم حيدريه الريفي في إيران. يقدر عدد سكانها بـ 400 نسمة .